# Kamala Harris
Kamala Devi Harris (Oakland, Kalifornija, 20. listopada 1964.) američka je političarka, odvjetnica i bivša, 49. po redu potpredsjednica SAD-a. Članica je Demokratske stranke i služila je kao senatorica iz Kalifornije od 2017. do 2021. godine. Kandidatkinja je Demokratske stranke na predsjedničkim izborima u SAD-u 2024. godine.

## Rani život i početak karijere
Harris je rođena u Oaklandu, u saveznoj državi Kaliforniji, 20. listopada 1964. godine. Njezina majka, Shyamala Gopalan, bila je biologinja koja se u Sjedinjene Države preselila iz Indije kao studentica 1958. godine, a čije je istraživanje gena za progesteronski receptor potaknulo napredak u istraživanju raka dojke. Harrisin otac, Donald J. Harris, profesor je ekonomije na Sveučilištu Stanford (emeritus) koji je u Sjedinjene Države stigao s Jamajke 1961. godine.
Od 1966. obitelj Harris živjela je po raznim mjestima na Srednjem zapadu. Kamala se zajedno sa majkom i sestrom Mayom vratila u Kaliforniju 1970. Kamalini roditelji razveli su se kad je imala sedam godina. Kad je imala dvanaest godina, Harris i njezina sestra preselile su se s majkom u Montréal, Kanadu, gdje završila srednju školu Westmount 1981. godine. Harris je započela studij na koledžu Vanier u Montréalu 1981., a zatim je pohađala Sveučilište Howard u Washingtonu, gdje je diplomirala političke znanosti i ekonomiju 1986. godine. Harris je potom pohađala Pravni fakultet Hastings Sveučilišta u Kaliforniji, gdje je služila kao predsjednica ogranka Udruge crnih studenata prava. Diplomirala je kao doktorica prava (Juris Doctor) 1989. godine.

Karijeru je započela u Okružnom odvjetništvu okruga Alameda, prije nego što je regrutirana u Okružno odvjetništvo San Francisca, a kasnije u ured gradske odvjetnice Louise Renne. Godine 2003. izabrana je za okružnu državnu odvjetnicu San Francisca, osvojivši 56 % glasova. Ponovno je izabrana na tu funkciju u studenom 2007. godine.

## Glavna državna odvjetnica Kalifornije (2011. – 2017.)
Na izborima za glavnog državnog odvjetnika Kalifornije 2010. suočila se s republikanskim okružnim odvjetnikom okruga Los Angeles, Steveom Cooleyjem. Haris je prisegnula 3. siječnja 2011.; postavši prva žena, prva Afroamerikanka i prva Amerikanka južnoazijskog porijekla koja je obnašala dužnost glavnog državnog odvjetnika u povijesti Kalifornije. Harris je objavila svoju namjeru da se ponovno kandidira u veljači 2014. Dana 4. studenoga 2014. ponovno je izabrana na poziciju osvojivši 57,5 % glasova i pobjedivši republikanca Ronalda Golda.
Kao državna odvjetnica podržavala je sustav visokih novčanih kazni i mogućnost privođenja u zatvor onih roditelja čija su djeca često izostajala iz škole. Uvijek se protivila smrtnoj kazni, navodeći da je zbog toga često bila kritizirana.
Dana 15. svibnja 2015. primila je počasni doktorat prava Sveučilišta Južne Kalifornije. Dana 13. svibnja 2017. primila je počasni doktorat Sveučilišta Howard.

## Savezna senatorica iz države Kalifornije (2017. – 2021.)
Na dužnost senatorice iz savezne države Kalifornije izabrana je na izborima 2016. godine, na kojima je osvojila ukupno 61,6 % glasova. Na dužnost je stupila 3. siječnja 2017. Kao senatorici joj se počela poklanjati osobita nacionalna pozornost nakon ispitivanja dužnosnika administracije tadašnjeg predsjednika SAD-a Donalda Trumpa, uključujući i ono Trumpovog drugog kandidata za Vrhovni sud SAD-a Bretta Kavanaugha, optuženog za seksualno zlostavljanje.
Nakon što je izabrana na funkciju potpredsjednice SAD-a, Harris je dala ostavku na mjesto senatorice 16. siječnja 2021., a zamijenio ju je dotadašnji državni tajnik Kalifornije Alex Padilla.

## Potpredsjednica Sjedinjenih Američkih Država (2021. – 2025.)
Na dužnost potpredsjednice stupila je 20. siječnja 2021. godine, s novoizabranim predsjednikom SAD-a Joeom Bidenom, pobijedivši dotadašnjeg predsjednika Donalda Trumpa i potpredsjednika Mikea Pencea na predsjedničkim izborima 2020. godine.
Tijekom svog posjeta Gvatemali na zajedničkoj konferenciji s predsjednikom Gvatemale Alejandrom Giammatteijem, Harris je uputila apel potencijalnim ilegalnim migrantima, rekavši: »Želim biti jasna ljudima u regiji koji razmišljaju o opasnom putovanju do granice SAD-a i Meksika: Ne dolazite. Ne dolazite.«
Poslana je u Njemačku i Poljsku kako bi skupila podršku za naoružavanje Ukrajine i nametanje sankcija Rusiji nakon ruske invazije 2022.
U ožujku 2024. Harris je kritizirala postupke Izraela tijekom rata između Izraela i Hamasa, rekavši: "S obzirom na goleme razmjere patnje u Gazi, mora doći do prekida vatre barem sljedećih šest tjedana."

## Kandidatura za predsjednicu SAD-a 2024.
Godine 2024., uoči 60. izborima za predsjednika SAD-a, aktualni predsjednik Joe Biden objavio je da je odustao od kandidature za drugi mandat, pri čemu je za kandidatkinju Demokratske stranke predložio Harris. U manje od jednoga dana uslijed Bidenove objave, Harris je dobila potporu većine Demokratske stranke te službeno započela svoju predizbornu kampanju.
Harrisina kampanja pri tome je naslijedila financije i osoblje predviđene za Bidenovu, a u 24 sata oborila je rekord za najviše donacija predsjedničkoj predizbornoj kampanji u jednome danu, s 81 milijunom USD koje je doniralo preko 888 000 osoba.
Harris će kao potencijalna kandidatkinja Demokratske stranke biti potvrđena krajem kolovoza, na Nacionalnoj konvenciji Demokrata. Po najavi kandidature podržali su ju zastupnice Nancy Pelosi i Alexandria Ocasio-Cortez, kao i guverneri Gretchen Whitmer, Andy Beshear, Wes Moore te 257 drugih zastupnika u Kongresu SAD-a, senatora i guvernera. Dobila je dozvolu Beyoncé za korištenje njene pjesme "Freedom" s albuma Lemonade za službenu pjesmu kampanje.
Dana 6. kolovoza 2024. objavila je da će njezin potpredsjednik biti guverner Minnesote Tim Walz.

## Osobni život
Harris je upoznala svog budućeg supruga, odvjetnika Douga Emhoffa, 2013. godine. Emhoff, porijeklom Židov, partner je u uredu pravne tvrtke Venable LLP u Los Angelesu. Harris i Emhoff vjenčali su se 22. kolovoza 2014. u Santa Barbari u Kaliforniji. Harris je maćeha dvoje Emhoffove djece, Colea i Elle, iz njegovog prethodnog braka s filmskom producenticom Kerstin Emhoff. U kolovozu 2019. Harris i njezin suprug imali su procijenjenu neto vrijednost od 6 milijuna dolara.
Kamala Harris je baptistkinja, članica Treće Baptističke Crkve San Francisca.